# Campionato mondiale di hockey su ghiaccio - Terza Divisione 2003
Il Campionato mondiale di hockey su ghiaccio - Terza Divisione 2003 è stato un torneo di hockey su ghiaccio organizzato dall'International Ice Hockey Federation. Il torneo si è disputato fra il 3 e il 6 aprile 2003. Le tre squadre partecipanti sono state riunite in un unico gruppo. Le partite si sono svolte ad Auckland, in Nuova Zelanda. La Nuova Zelanda e il Lussemburgo hanno concluso nelle prime due posizioni, garantendosi la partecipazione al Campionato mondiale di hockey su ghiaccio - Seconda Divisione 2004.

## Partecipanti
| Nazionale     | Qualificazione                                                         |
| ------------- | ---------------------------------------------------------------------- |
| Turchia       | Sesta e retrocessa dalla Seconda Divisione - Gruppo A del 2002.        |
| Lussemburgo   | Sesto e retrocesso dalla Seconda Divisione - Gruppo B del 2002.        |
| Nuova Zelanda | Ospitante, terza nelle Qualificazioni alla Seconda Divisione del 2002. |

## Incontri
| Auckland 3 aprile 2003, ore 19:15 | Nuova Zelanda | 7 – 1 (2-0; 2-1; 3-0) | Turchia | Paradise Rink (300 spett.) |

| Auckland 5 aprile 2003, ore 16:45 | Lussemburgo | 2 – 7 (1-3; 0-3; 1-1) | Nuova Zelanda | Paradise Rink (300 spett.) |

| Auckland 6 aprile 2003, ore 16:15 | Turchia | 3 – 5 (1-1; 0-0; 2-4) | Lussemburgo | Paradise Rink (700 spett.) |

## Classifica
| Pos. |               | PG | V | N | P | GF | GS | DR  | Pt |
| 1.   | Nuova Zelanda | 2  | 2 | 0 | 0 | 14 | 3  | +11 | 4  |
| 2.   | Lussemburgo   | 2  | 1 | 0 | 1 | 7  | 10 | -3  | 2  |
| 3.   | Turchia       | 2  | 0 | 0 | 2 | 4  | 12 | -8  | 0  |

## Classifica marcatori
| Giocatore       | PG | G | A | Pt | +/- | MP |
| --------------- | -- | - | - | -- | --- | -- |
| Eugene Nesterov | 2  | 6 | 3 | 9  | +7  | 2  |
| Dennis Monk     | 2  | 3 | 2 | 5  | +5  | 0  |
| Duane Finch     | 2  | 3 | 1 | 4  | +2  | 0  |
| Emrah Ozmen     | 2  | 2 | 2 | 4  | -1  | 2  |
| Benny Welter    | 2  | 3 | 0 | 3  | 0   | 0  |

Fonte: IIHF.com

## Classifica portieri
| Giocatore     | Min    | TC | GS | SO | MGS  | Sv%   |
| ------------- | ------ | -- | -- | -- | ---- | ----- |
| Greg Davis    | 120:00 | 56 | 3  | 2  | 1.50 | 94.64 |
| Omer Aybers   | 99:28  | 58 | 8  | 0  | 4.83 | 86.21 |
| Michel Welter | 120:00 | 71 | 10 | 0  | 5.00 | 85.92 |

Fonte: IIHF.com